# Cinemagraf

Cinemagraf; tráva v popředí se mírně pohybuje

Cinemagraf nebo kinemagraf, kinemagrafie (anglicky cinemagraph) je fotografie, na které probíhá menší a opakovaný pohyb. Cinemagrafy, které jsou obvykle publikovány ve formátu animovaného souboru GIF, může vyvolávat iluzi, že se divák kouká na video.

## Popis
Takové snímky jsou obyčejně vytvořeny ze série fotografií nebo videozáznamu a pomocí softwaru na úpravu se zkomponují do plynulé smyčky sekvenčních snímků, často za použití formátu animovaného souboru GIF. Pro výstavní účely a větší plátna se však lépe hodí formát HTML5. Pohyb v rámci jednoho předmětu je nastaven tak, aby začínal a končil ve stejné poloze a je pak vnímán jako opakování nebo pokračování pohybu. Pohybují se jen některé subjekty, ostatní prvky v obrazu jsou statické.
Termín "cinemagraph" vytvořili američtí fotografové Kevin Burg a Jamie Becková, kteří touto technikou oživovali své módní a zpravodajské fotografie od počátku roku 2011. Snaží se najít technologii výroby tenké obrazovky libovolné velikosti a tenké jako papír, na které bude cinemagraf.

## Galerie